# إيفان اولبرايت
إيفان اولبرايت (بالإنجليزية: Ivan Albright)‏ هو رسام أمريكي، ولد في 20 فبراير 1897 في هارفي في الولايات المتحدة، وتوفي في 18 نوفمبر 1983 في وودستوك في الولايات المتحدة.

## وصلات خارجية
- إيفان اولبرايت على موقع الموسوعة البريطانية (الإنجليزية)
- إيفان اولبرايت على موقع ديسكوغز (الإنجليزية)